# ويليام د. ماكيلروي
ويليام د. ماكيلروي (بالإنجليزية: William D. McElroy)‏ هو أستاذ جامعي وعالم كيمياء حيوية أمريكي، ولد في 22 يناير 1917 في روجرز في الولايات المتحدة، وتوفي في 22 فبراير 1999 في سان دييغو في الولايات المتحدة.

## وصلات خارجية
- ويليام د. ماكيلروي على موقع إن إن دي بي (الإنجليزية)